# Strumigenys quinquedentata
Strumigenys quinquedentata är en myrart som beskrevs av W. C. Crawley 1923. Strumigenys quinquedentata ingår i släktet Strumigenys och familjen myror. Inga underarter finns listade i Catalogue of Life.